# Księży Potok (dopływ Kacwinianki)
Księży Potok – potok, prawy dopływ Kacwinianki o długości około 1,6 km.
Potok wypływa na wysokości około 680 m w leju źródliskowym na północno-zachodnich stokach Majowej Góry (741 m) w Magurze Spiskiej. Spływa w kierunku północno-zachodnim częściowo porośniętą lasem dolinką wciosową i wypływa na bezleśne, pokryte polami uprawnymi obszary Równi Kacwińskiej. W zabudowanym obszarze miejscowości Kacwin uchodzi do Kacwinianki na wysokości około 555 m.